# 内裏式
内裏式（だいりしき）とは、平安時代前期に編纂された日本最古の勅撰儀式。全3巻。

## 概要
嵯峨天皇の時代に弘仁格式の編纂と並行して、右大臣藤原冬嗣・中納言良岑安世ら7名に詔を下して新旧の儀式に関する記録（旧章・新式）を集成・検討して編纂を命じ、弘仁12年1月30日（821年3月7日）に完成の上奏が行われる。その後、淳和天皇の意向で右大臣清原夏野ら4名に改訂が命じられ、天長10年2月19日（833年3月13日）に完成の上奏が行われる。更に承和年間以後の加筆と推定される割注がある。平安時代には朝廷においては式筥の中に保管され、節会の度に天皇の脇にて奉持され、殿上人や蔵人の間でも常備されている書物であった。だが、完本は現存せず、現存本は抄録か残欠を再編したと見られている。
序文に「元正（元日）より季冬（冬の終わり＝大晦日）に訖り常に履行する所（恒例の年中行事）及び臨時の軍国諸大小事、類を以て区分す」とあり、恒例の行事と臨時の行事についての儀式次第が書かれており、現存本には上巻に恒例7項目、中巻に恒例13項目、下巻に臨時4項目が採録されているが、後の日記・儀式書に引用されている内裏式には現存本にはない項目や文章を含むものがあり、現存本が完本ではないことを示していると考えられている。
なお、同時代に編纂されたと見られている『内裏儀式』との関係については諸説があり、不明である。